# Josep Fontserè i Mestre
Josep Fontserè i Mestre   (Barcelona, 1829 - Barcelona, 15 de maig de 1897) fou un mestre d'obres català, autor de diverses construccions del Parc de la Ciutadella, i del Mercat del Born.

## Biografia

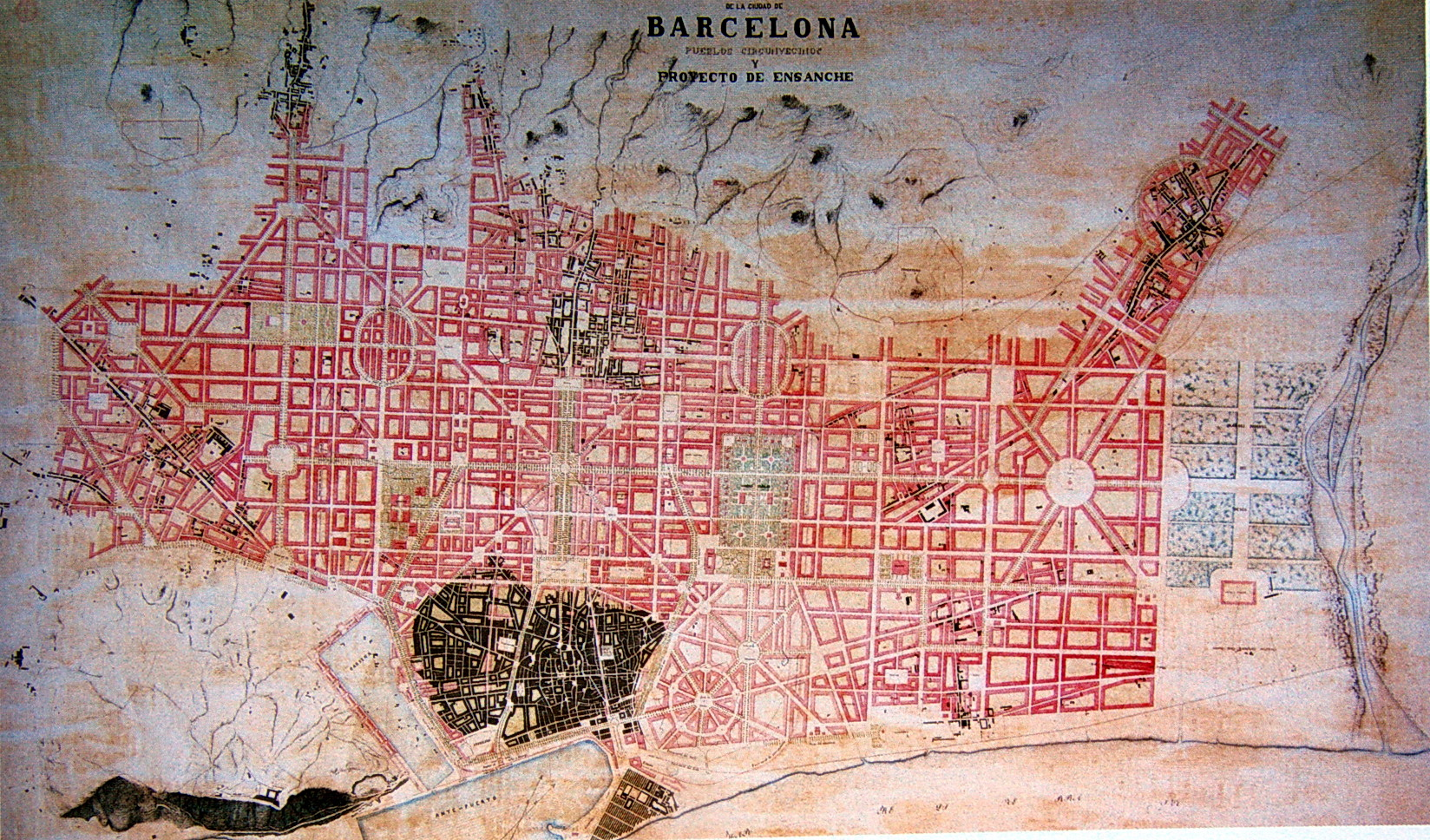
Projecte de Fontserè per l'Eixample de Barcelona (1859)

Era fill de l'arquitecte Josep Fontserè i Domènech i de la seva esposa Teresa Mestre i Folch. Fou germà del mestre d'obres Eduard Fontserè. Quan era un nen petit va ajudar el seu pare, constructor de la plaça de toros del Torín, a mesurar el perímetre del toril. Va estudiar a l'Escola de la Llotja de la Junta de Comerç, on destacà per la seva habilitat amb el llapis, i posteriorment a l'Escola de Mestres d'Obres i Directors de Camins.
Va ser ajudant d'Ildefons Cerdà en el traçat de la carretera de Barcelona a Vic i en la preparació del plànol del Pla de Barcelona, previ al projecte de l'Eixample. La primera obra de Fontserè va ser el nou edifici del Teatre Olimp. Titulat el 1853, l'any 1859 va obtenir el tercer accèssit en el concurs municipal per a urbanitzar l'Eixample de Barcelona. El seu projecte potenciava la centralitat del passeig de Gràcia i enllaçava els nuclis veïns amb un joc de diagonals que respectaven les seves trames originals. El seu lema era: «No destruir per edificar, sinó conservar per rectificar i edificar per engrandir». El concurs va ser guanyat per Antoni Rovira i Trias, però finalment s'implementà el Pla Cerdà.
Va ser autor del projecte de l'edifici del Teatre Circ Barcelonès, amb capacitat per a 2.300 espectadors, inaugurat el 25 de novembre de 1869, després de l'incendi que el 1863 havia destruït l'antic edifici.
El 1870 Josep Fontserè guanyà el concurs públic per a la urbanització del Parc de la Ciutadella, on se celebraria l'Exposició Universal de Barcelona de 1888. El projecte de Fontserè incloïa els jardins, passeigs i carrers contigus. Va construir la Cascada (1874-1882), la Vaqueria (1882), l'Umbracle (1883) i el cafè del Parc (1875), tot i que aquesta construcció va ser enderrocada uns anys més tard per a construir el cafè-restaurant oficial de l'exposició a càrrec de Domènech i Montaner. Comptà amb la col·laboració d'Antoni Gaudí, que treballà a la reixa d'entrada al parc i a la Cascada, i la dels escultors Joan Flotats, Llorenç Matamala i Rossend Nobas. Va ser víctima d'una intriga i dimití com a director del parc, amb un disgust tan gran que mai més tornà a posar-hi els peus.
Al costat del Parc de la Ciutadella el 1874 va projectar el Dipòsit de les Aigües, en què Gaudí, aleshores jove estudiant d'arquitectura, va fer el càlcul estàtic del conjunt i dels elements de suport. L'edifici es construí el 1876 i s'inaugurà el 1880 com a dipòsit d'aigües, amb la funció de regular el cabal d'aigua de la cascada del parc de la Ciutadella i de regar-ne els jardins. Actualment, hi ha la biblioteca de la Universitat Pompeu Fabra.
A més, Fontserè fou autor a Barcelona del Mercat del Born (1873-1876), els porxos del passeig Picasso, els Jardins de Torre Melina (1875), el Palau del Marquès de Santa Isabel al passeig de Sant Joan, i la d'Ignasi Girona a la plaça de Catalunya, a més de la restauració del Cercle del Liceu (1886). També fou autor del Parc Samà de Cambrils, i se li atribueix la Vil·la Retiro, una edificació d'estil modernista-colonial a Xerta, que en l'actualitat acull les instal·lacions d'un hotel de luxe.
Va morir a causa d'una diabetis el 15 de maig de 1897 a Barcelona, sent ja vidu de Josepa Colomer.

## Obres
| Dates     | Nom                                        | Població              | Ubicació                                                                             | Notes | Estat | Imatge                              |
| 1860-1884 | Torre i edifici dels corrons de Can Ricart | Barcelona             | Marroc, 17-67                                                                        | Fontserè continuà les obres a la mort de l'arquitecte Josep Oriol i Bernadet, que havia començat la fàbrica d'estampat tèxtil. Va fer la torre i l'edifici separat per als corrons. | Abandonat, pendent de rehabilitació |                                     |
| 1860-1862 | Panteó Torrens                             | Barcelona             | Cementiri del Poblenou, Departament 2, panteó 279                                    | Estil romanitzant, amb decoració escultòrica dels germans Baratta. | Correcte. |                                     |
| 1862      | Panteó Ricart                              | Barcelona             | Cementiri del Poblenou, Departament 2, panteó 34                                     | Estil clàssic amb elements orientalitzants, amb una escultura de Venanci Vallmitjana i Barbany. | Ampliat amb una cripta el 1912, per l'arquitecte Ramon Frexe. Correcte. | Fotografies                         |
|           | Panteó Comas                               | Barcelona             | Cementiri del Poblenou, Departament 2, panteó 144                                    | Templet neogòtic amb sepulcre, amb escultures de Paulino Martini | Correcte |                                     |
| 1868-1869 | Arc-capella IV                             | Barcelona             | Cementiri del Poblenou, Departament 2, arc-capella IV                                | Amb una escultura de Venanci Vallmitjana i Barbany. | Correcte. | Fotografies                         |
| 1872-1874 | Urbanització del Born                      | Barcelona             | Comerç, Princesa, Fusina, Comercial, Robera, Av. Marquès de l'Argentera, Pg. Picasso | Edificis de planta baixa, entresòl i tres pisos amb porxos amb arcs de punt rodó, projectats pel mateix Fontserè i altres autors | Correcte. |                                     |
| 1874-1876 | Dipòsit de les Aigües                      | Barcelona             | Ramon Trias Fargas, 25-27                                                            | Gaudí, aleshores jove estudiant d'arquitectura, va fer el càlcul estàtic del conjunt i dels elements de suport. L'edifici es construí el 1876 i s'inaugurà el 1880 com a dipòsit d'aigües, amb la funció de regular el cabal d'aigua de la cascada del parc de la Ciutadella i de regar-ne els jardins. | Actualment és una biblioteca de la Universitat Pompeu Fabra. Bon estat | Dipòsit de les Aigües               |
| 1874-1882 | Cascada del Parc de la Ciutadella          | Barcelona             | Parc de la Ciutadella                                                                | Per a aquest projecte comptà amb la col·laboració d'Antoni Gaudí | Excel·lent | Font de la Cascada                  |
| 1876      | Construcció del Mercat del Born            | Barcelona             | Barri de la Ribera                                                                   | Fou projectat el 1873 per l'arquitecte municipal Antoni Rovira i Trias, i construït entre 1874 i 1878 per Josep Fontserè i l'enginyer Josep Cornet i Mas. | Reconversió a centre cultural i jaciment arqueològic | Antic mercat del Born               |
| 1878      | Vil·la Conxa                               | la Garriga            | Ronda del Carril, 12 41° 41′ 12″ N, 2° 17′ 17″ E / 41.68667°N,2.28806°E              | [ 7 ] [ 8 ] | Correcte | Villa Conxa                         |
| 1880      | Palau dels Comtes de Marianao              | Sant Boi de Llobregat | Carrer dels Tarongers                                                                | Reforma d'un edifici anterior, encarregat per Salvador Samà i Torrents, Marquès de Marianao, successor d'una família establerta a Cuba. | Propietat municipal des de 1974 |                                     |
| 1881-1887 | Parc Samà                                  | Cambrils              |                                                                                      | Samà va voler traslladar al Baix Camp l'ambient exòtic de Cuba | | Mirador del Parc Samà               |
| 1882      | Villa Retiro o torre del Millonari         | Xerta                 |                                                                                      | Edifici d'estil modernista-colonial el promotor del qual fou Jaume Martí i Tomàs, empresari i comerciant. | Acull un hotel de luxe | Villa Retiro, o torre del Millonari |
| 1882-1887 | Palau del Marquès de Santa Isabel          | Barcelona             | Passeig de Sant Joan, 39-41                                                          | Palauet classicista, amb jardí i un hivernacle de ferro i vidre, encarregat per Frederic Ricart i Gibert, industrial tèxtil i marquès de Santa Isabel | Reformat el 1920 per a ésser la seu d'Aigües de Barcelona; després s'afegiren dos pisos i un de mansardes. Actualment és la seu de la Conselleria d'Interior de la Generalitat de Catalunya. |                                     |
| 1883-1886 | Umbracle del Parc de la Ciutadella         | Barcelona             | Parc de la Ciutadella                                                                | Després d'acabar el projecte el 1886, va ser reformat per Jaume Gustà i Bondia, tot i que el 1888 va ser restaurat a la forma original per Josep Amargós i Samaranch. | regular | Umbracle del Parc de la Ciutadella  |